# Le jongleur de Notre-Dame
Le jongleur de Notre-Dame (Il giocoliere di Notre-Dame) è un'opera in tre atti (etichettata nel programma Miracolo in tre atti) di Jules Massenet su libretto francese di Maurice Léna. Fu eseguita per la prima volta all'Opéra Garnier di Monte Carlo il 18 febbraio 1902.

## Storia
Si basa sul racconto omonimo di Anatole France nella sua collezione L'Étui de nacre, che a sua volta si basava su una leggenda medievale del XIII secolo di Gautier de Coincy, 1220 c.ca. Il ruolo di Jean il giocoliere fu reso popolare negli Stati Uniti dal famoso soprano Mary Garden, cosa che, secondo alcune fonti, inorridì il compositore Massenet, che riteneva fosse un ruolo per tenore. L'impegno della Garden in quel ruolo era nella tradizione delle attrici di quell'epoca che interpretavano Peter Pan.
L'opera era popolare nella prima parte del ventesimo secolo, in parte a causa delle interpretazioni di Mary Garden, ma presto scomparve dai palcoscenici mondiali, così come molte altre opere di Massenet. Fino ai primi anni '50, tuttavia, fu rappresentata 356 volte all'Opéra-Comique di Parigi.
Nel 1978 l'opera completa fu registrata per la prima volta in stereo e questa registrazione, con il tenore Alain Vanzo nei panni di Jean e Jules Bastin nei panni di Boniface, fu ripubblicata su compact disc nel 2003, seguita da un altro CD contenente un'esecuzione radiofonica dal vivo del lavoro, sempre con Vanzo. Questo, in seguito, ha portato a nuove riprese dell'opera negli Stati Uniti, a volte in costumi più moderni.

## Ruoli
| Ruolo | Registro voce | Cast della prima, 18 febbraio 1902 (Direttore: Léon Jehin) |
| --- | ------------- | ---------------------------------------------------------- |
| Jean | tenore        | Adolphe Maréchal                                           |
| Boniface | baritono      | Maurice Renaud                                             |
| Priore | basso         | Gabriel Soulacroix                                         |
| Un monaco poeta | tenore        | Berquier                                                   |
| Un monaco pittore | baritono      | Juste Nivette                                              |
| Un monaco musicista                                                                                                   | baritono      | Grimaud                                                    |
| Un monaco scultore | basso         | Crupeninck                                                 |
| Monaco cantante | baritono      | Senneval                                                   |
| Monaco, di guardia | baritono      | Delestang                                                  |
| Un tale | baritono      | Borie                                                      |
| Un ubriacone | basso         | Albert Paillard                                            |
| Un cavaliere | tenore        | Jacobi                                                     |
| 1° angelo | soprano       | Marguerite de Buck                                         |
| 2° angelo | soprano       | Marie Girerd                                               |
| Apparizione della vergine                                                                                             | silenziosa    | Siméoli                                                    |
| Una voce | baritono      |                                                            |
| Cittadini, cavalieri, impiegati, contadini, mendicanti, ragazze e ragazzi, gente del mercato; Monaci, voci angeliche. |               |                                                            |

## Trama
Luogo: Francia
Epoca: Periodo Medievale
Jean, un giocoliere, viene severamente rimproverato dal Priore perché canta canzoni volgari fuori dal monastero locale. Vedendo che Jean è pieno di rimorso, il Priore gli chiede di entrare nell'ordine dei monaci. Jean acconsente, e diventa amico del cuoco del monastero, Boniface, che gli racconta la leggenda della salvia che aprì i suoi rami per proteggere Gesù Bambino mentre dormiva. Quando Jean vede che gli altri monaci stanno offrendo doni sontuosi e meravigliosi alla statua della Vergine Maria, appena completata lui, non avendo un vero dono, decide di fare ciò che sa fare meglio. Si intrufola nella cappella a tarda notte e fa giochi di destrezza davanti alla statua fino a quando non crolla per lo sfinimento.
Gli altri monaci entrano, inorriditi, e stanno per impadronirsi di Jean per rimproverarlo per blasfemia, quando una luce celeste inizia a brillare e si verifica un miracolo, la statua della Vergine prende vita e benedice Jean: in alcune produzioni, lei tiene semplicemente le sue mani in segno di benedizione, in altri gli lancia una rosa e nella storia originale di Anatole France, scende dal suo piedistallo e asciuga la fronte di Jean con un fazzoletto, ma nella maggior parte delle versioni dell'opera, gli sorride. All'inizio Jean non si rende conto assolutamente di nulla, ma all'improvviso grida di comprendere finalmente il latino (la lingua tradizionale della Messa cattolica). Vede la Vergine che sale verso il Cielo e gli fa cenno di seguirlo. In estasi, ricade morto. Gli altri monaci, stupiti dalla vista, dichiarano di essere stati alla presenza di un santo.

## Incisioni
Soulacroix registrò l'aria del Priore, da lui creata, per Pathé nel 1902/1903. Mary Garden, David Devriès, Marcel Claudel e Géori Boué hanno reso popolare l'aria "Ô liberté, ma mie". ↵La "Légende de la sauge" di Boniface è stata registrata molte volte, da cantanti quali Paolo Ananian nel 1907, Antonio Magini-Coletti nel 1909 in italiano, Louis Dupuoy (come Jean Duez) nel 1910, Edouard Rouard nel 1921, Giuseppe Danise nel 1926, Lucien Fugère nel 1928, Etienne Billot nel 1928, Vanni Marcoux nel 1930, Roger Bourdin nel 1933 e Michel Dens nel 1947.
Sono state registrate due registrazioni complete in studio:
- 1978: Alain Vanzo (Jean), Jules Bastin (Boniface), Marc Vento (il Priore); Orchestra and Chorus of the Opéra de Monte-Carlo, Roger Boutry (EMI-Pathé)
- 2007: Roberto Alagna (Jean), Stefano Antonucci (Boniface), Francesco Ellero d’Artegna (il Priore). Orchestre National de Montpellier Languedoc-Roussillon, Enrique Diemecke (DG)